# アンドレア・サンソヴィーノ
サンソヴィーノ（Sansovino）の別名で知られる アンドレア・コントゥッチ・デル・モンテ・サン・サヴィーノ（Andrea Contucci del Monte San Savino、1467年頃 - 1529年）は、イタリアの彫刻家、建築家である。

## 略歴
イタリア中部のモンテ・サン・サヴィーノで生まれた。呼び名は生地に因んでいる。ルネサンス期の芸術家の評伝を著したジョルジョ・ヴァザーリ（1511-1574）によれば農夫の息子で、牛を放牧している間に土を使って作っていた動物像を見かけたフィレンツェの貴族に認められて、彫刻の修行を始めたとされる. 。フィレンツェでアントニオ・デル・ポッライオーロ（1429/1433-1498）の弟子になり、レオナルド・ダ・ヴィンチ（1452-1519）の影響も受けて修行したとされる。
ロレンツォ・デ・メディチが作ったメディチ家の庭園の古代彫刻を研究し、サンソヴィーノはフィレンツェの芸術家の間で知られるようになった。 初期の作品には、モンテ・サン・サヴィーノのサンタ・アガタ教会の祭壇のテラコッタ装飾などがある。1490年にフィレンツェのサント・スピリト教会の装飾の仕事をした。
1491年頃、ポルトガル王ジョアン2世にリスボンに招かれ、ポルトガルに9年間滞在し、コインブラの旧大聖堂などポルトガル各地でさまざまな仕事をした。1500年にフィレンツェに戻り、サン・ジョヴァンニ洗礼堂の装飾彫刻を制作した。
1504年、教皇ユリウス2世にローマに招かれ、ローマのサンタ・マリア・デル・ポポロ教会(Basilica di Santa Maria del Popolo)の装飾彫刻を制作した。1513年から彼はロレートのサントゥアリオ・デッラ・サンタ・カーザで働いた。晩年はモンテ・サン・サヴィーノなどで建築家として働き、モンテ・サン・サヴィーノで亡くなった。

## 作品

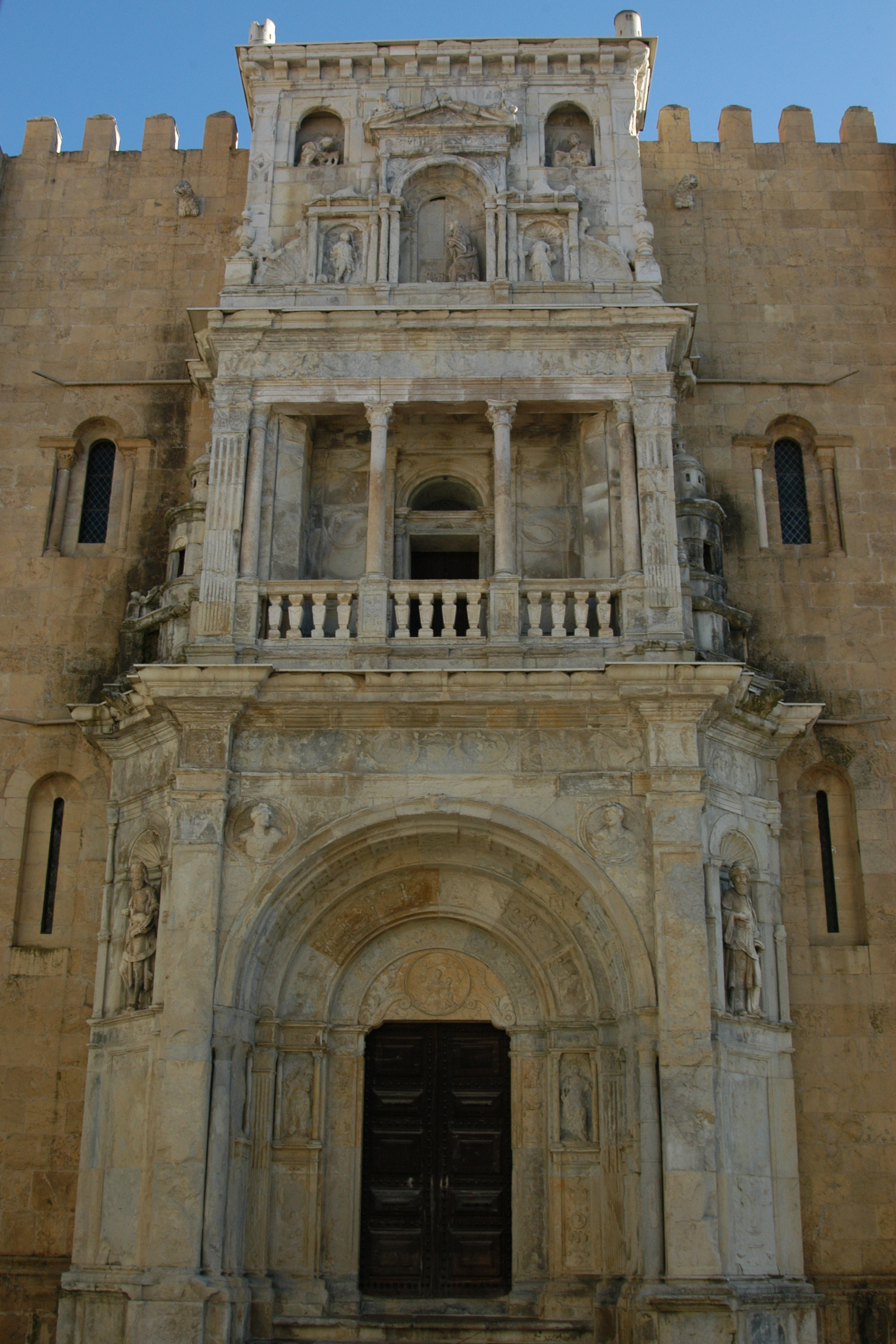
サンソヴィーノの装飾彫刻のあるコインブラの旧大聖堂
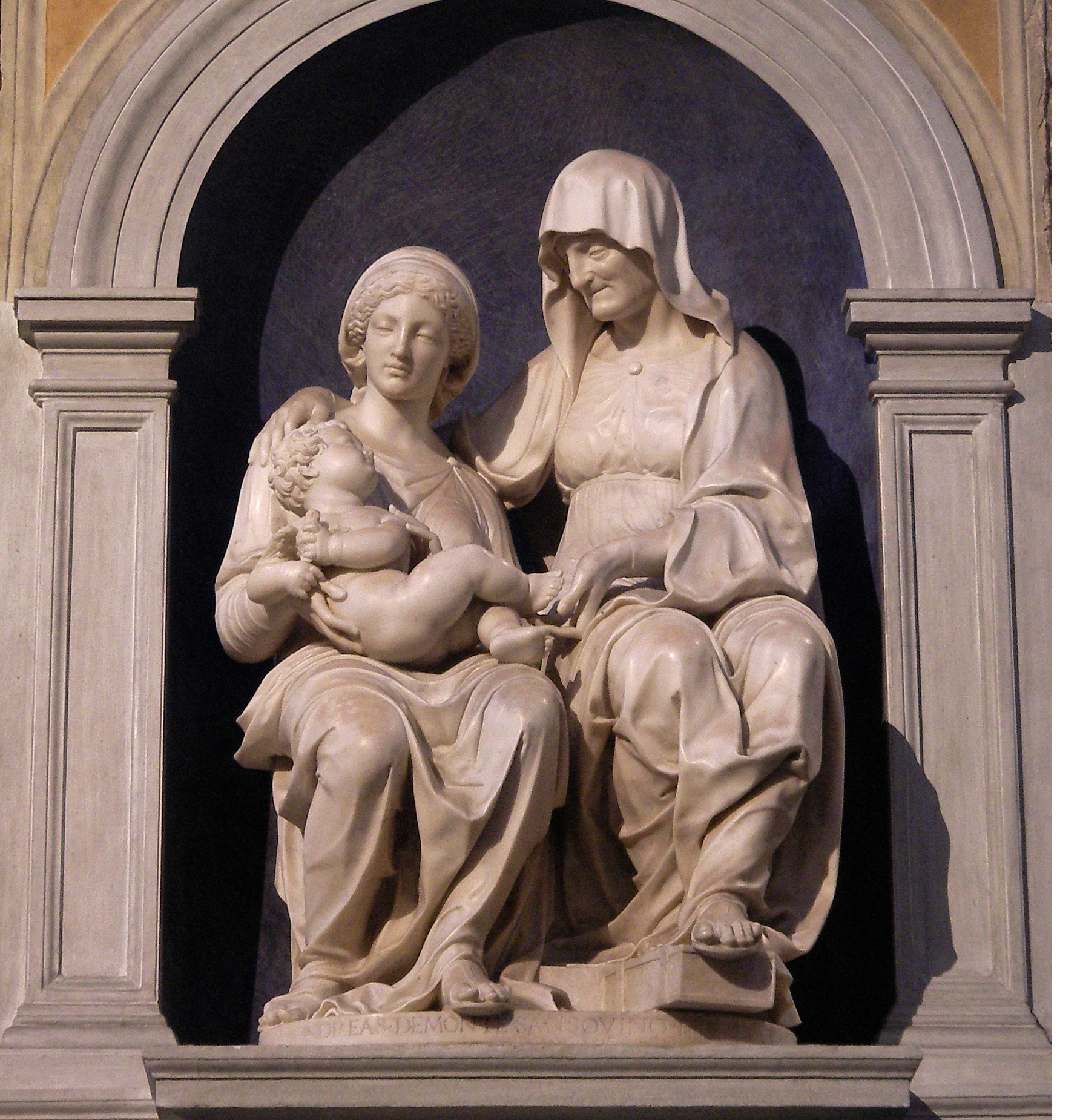
ローマのBasilica di Sant'Agostino in Campo Marzioの聖母子像と聖アンナ
サン・ジョヴァンニ洗礼堂の『キリストの洗礼』1505年頃、ヴィンチェンツォ・ダンティが完成させた。
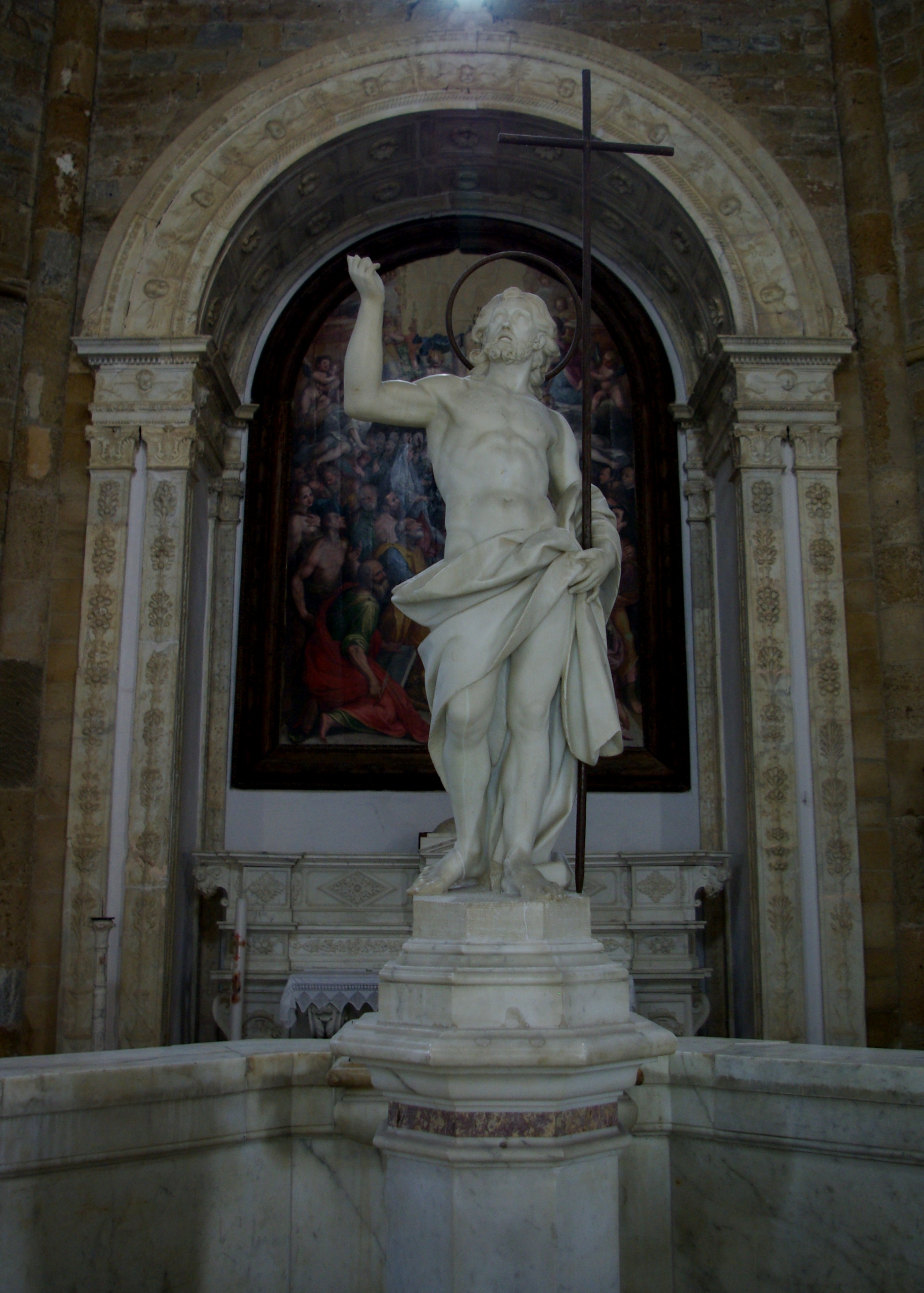
ヴォルテッラのサン・ジョヴァンニ洗礼堂の洗礼者ヨハネ